# Mary Hopkin
Mary Hopkin (Pontardawe, Gales, 3 de mayo de 1950) es una cantante de música folk británica. Posee una voz de soprano. Tras casarse en 1971 con el productor estadounidense Tony Visconti, también colaboró como artista invitado bajo su nombre de casada, Mary Visconti, en discos producidos por su marido, aunque volvió a actuar bajo su nombre de soltera en 1976.

## Biografía
Mary nació en Pontardawe (País de Gales) en una familia de lengua galesa. Siendo joven cantaba los domingos en los oficios de la iglesia. Comenzó su carrera musical como vocalista en 1967 con un grupo folk llamado Selby, Set and Mary; es cuando grabó un álbum de canciones populares galesas para una discográfica local, llamada Cambrian, antes de firmar para los sellos Apple (1968) y Manticore (1973). La modelo Twiggy puso en contacto a Mary con Paul McCartney, Peter Sinfield y, para la Italia, Mogol tras ganar Mary el concurso televisivo Opportunity Knocks con la canción «Turn, turn, turn». El integrante de los Beatles, Paul McCartney, le abrió las puertas en el mundo musical al ficharla para Apple Records en 1968 y ser su productor.

### Primera etapa
El sencillo «Those Were the Days» con el que debutó en 1968, fue el mayor éxito de toda su carrera, y es una versión en inglés de la canción rusa «Дорогой длинною». La canción se transformó inmediatamente en un gran éxito en Gran Bretaña y los Estados Unidos. Fue número 1 en 22 países, vendió 8 millones de copias y fue traducido a varios idiomas.
En 1969 consigue el segundo lugar en el Festival de San Remo en compañía de Sergio Endrigo con la canción «Lontano dagli occhi» («Lejos de los ojos»).
El año siguiente, Hopkin representó a Gran Bretaña en el Festival de Eurovisión 1970 cantando «Knock, Knock Who's There?», quedando segunda tras la irlandesa Dana.
McCartney le escribió su segundo sencillo «Goodbye», y le produjo su primer álbum, titulado Post Card, en el que también intervino el cantautor Donovan. Alcanzó el tercer lugar en las listas británicas. A partir de su segundo álbum, editado en 1971, llamado Earth Song-Ocean Song, y tras casarse ese mismo año con Tony Visconti (productor de este último álbum), Hopkin se retiró del mundo de la música. Esto no le impide editar algunos sencillos más, seguir actuando ocasionalmente en directo (realizó una gira por Australia) y participar en numerosas grabaciones, con frecuencia en las voces de fondo en las grabaciones producidas por su marido, de artistas como Tom Paxton, Ralph McTell, David Bowie, Bert Jansch, Thin Lizzy, Sparks, y Elaine Paige. Junto a Visconti tuvo dos hijos: Morgan (nacido en 1972) y Jessica (nacida en 1976) En 1972, Hopkin lanzó el sencillo navideño "Mary Had a Baby" por el nacimiento de Morgan.

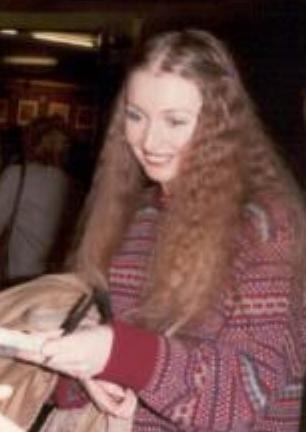
Mary Hopkin (1980)

### Segunda etapa

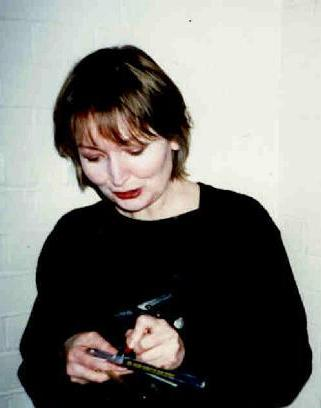
Mary Hopkin (1982)

En 1976 interpretó a la Princesa Lirazel en el álbum conceptual The King of Elfland's Daughter de Steeleye Span. También actuó junto a Bert Jansch
Tras su divorcio de Visconti en 1981 fue vocalista en la canción «Rachel's Song», de Vangelis, para la película Blade Runner. En 1982 y 1984 formó parte de dos grupos llamados Sundance y Oasis, este último formado junto a Peter Skellern y Julian Lloyd Webber, con sendos álbumes llamados con los nombres de los grupos.
Participó en la obra de teatro Bajo el bosque lácteo.
En 1989 lanzó el álbum Spirit, de inspiración clásica, con el sencillo «Ave Maria». Producido por Benny Gallagher, consistía en composiciones de Schubert, Fauré, Puccini, Mascagni, Mozart, Webber y el himno «Jerusalén», del poeta William Blake con música de Parry. 
En 1990 se unió a los Chieftains en el London Palladium para un concierto benéfico y más tarde participó en una gira con ellos por Gran Bretaña.
Con Julian Colbeck, Jonathan Cohen y otros (incluyendo a Steve Hackett) participó en un experimento de música New age influenciado por Bach. Hopkin escribió y cantó la canción «Old Faces at Heaven's Gate» del CD Back to Bach. Aparece en varios CD de Catheryn Craig y Brian Willoughby en un estilo folk.
En septiembre de 2005 realizó un álbum retrospectivo con su propio sello discográfico, Mary Hopkin Music, presentándose en vivo en el Royal Festival Hall.
Al celebrar su cumpleaños en el año 2007 saca el disco Valentine, con su nuevo sello discográfico Eponymous Label, y que incluye doce canciones de 1972 a 1980, todas de su autoría. En el año 2008 sale a la venta el nuevo álbum Recollections que incluye las grabaciones «Mary Had a Baby», «Cherry Tree Carol» y «Snowed Under». 
En la década de 2010, la hija de Hopkin, Jessica Lee Morgan, lanzó su primer CD, llamado I Am Not, en el que Hopkin cantó en algunas canciones. En octubre de 2010, Hopkin y su hijo Morgan Visconti realizan una colaboración familiar que reúne melodías, letras y voces de Hopkin con instrumentación y arreglos de Visconti.
En 2013, el álbum Painting by Numbers fue lanzado bajo el sello Mary Hopkin Music. El álbum incluye 10 temas escritos por Hopkin, dos de las cuales fueron coescritas con amigos; "Love Belongs Right Here" con Brian Willoughby y "Love, Long Distance" con Benny Gallagher.
En la Navidad de 2014, Hopkin lanzó un sencillo con su hijo e hija.

## Discografía

### Sencillos
| 1968 | «Those Were the Days»                        | 1  | 1  | 1 | 2            | 1            |
| 1969 | «Goodbye»                                    | 2  | 15 | 3 | 13           | 17           |
| 1970 | «Temma Harbour»                              | 6  |    |   | 39           | 43           |
| 1970 | «Knock Knock, Who's There?»                  | 2  | 12 |   | 92 (en 1973) | 86 (en 1972) |
| 1970 | "Que Sera, Sera (Whatever Will Be, Will Be)" |    |    |   | 77           |              |
| 1970 | «Think About Your Children»                  | 19 |    |   | 87           |              |
| 1971 | «Let My Name Be Sorrow»                      | 46 |    |   |              |              |
| 1972 | "Water, Paper & Clay"                        |    |    |   | 113          |              |
| 1976 | «If You Love Me (Really Love Me)»            | 32 |    |   |              |              |

### Álbumes de estudio
Publicados con Apple Records.
- 1969 - Post Card
- 1971 - Earth Song-Ocean Song
- 1972 - Those were the days[6]

Otros: 
- 1982 - Sundance
- 1984 - Oasis
- 1989 - Spirit
- 2007 - Valentine
- 2008 - Recollections
- 2008 - Now and Then
- 2010 - You look familiar (con Morgan Visconti)
- 2013 - Painting by Numbers

### Álbumes en directo
- 2005 - Live at the Royal Festival Hall 1972

### Recopilaciones
- 1976: The Welsh World of Mary Hopkin
- 1996: Y Caneuon Cynnar (The Early Recordings)
- 2009: Blodeugerdd: Song of the Flowers – An Anthology of Welsh Music and Song